# Fronteira Equador-Peru
A fronteira entre Equador e Peru é a linha que limita os territórios do Equador e do Peru. De oeste para leste, começa entre as cidades costeiras de Zarumilla (Peru) e Huaquillas (Equador), seguindo pelo rio Zarumilla e rio Chira. A sudeste de Zumba faz uma inflexão para nordeste seguindo pela Cordilheira do Condor até entrar na selva amazónica. Termina no rio Putumayo.
A linha é definida pelo Protocolo do Rio de Janeiro (1942).

## Conflitos fronteiriços

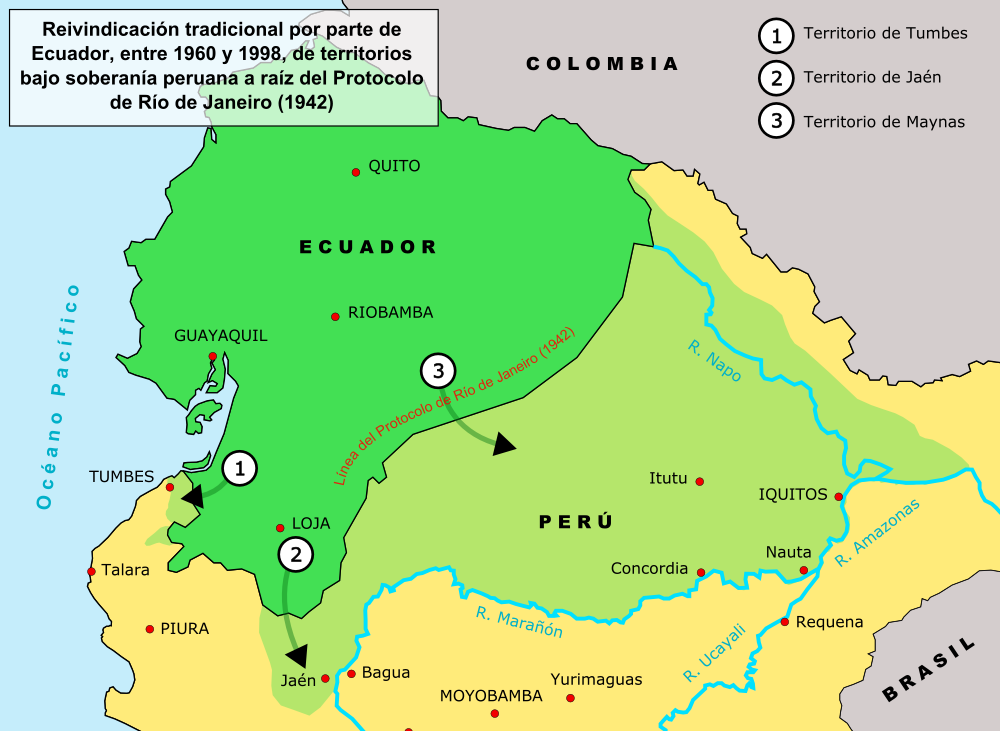
Reclamações fronteiriças entre Equador e Peru

Esta fronteira foi alvo de vários conflitos armados entre os dois países, o mais grave dos quais a guerra peruano-equatoriana (1941-1942), que terminou com a assinatura do Protocolo do Rio de Janeiro.
Na origem do conflito estiveram dúvidas em redor dos acidentes geográficos que determinavam a fronteira, produzindo-se novos conflitos bélicos em 1981 e 1995.
No Protocolo do Rio, a descrição da área não reflete a realidade geográfica da zona. Neste Protocolo, considerou-se a existência de um "divortium aquarum" entre os rios Zamora e Santiago e a presença da Cordilheira do Condor (parte norte) como limite natural.
Assim, a história da fronteira esteve marcada por uma disputa territorial até 1998, quando foi assinada o Ato Presidencial de Brasília entre os então presidentes Jamil Mahuad e Alberto Fujimori.